# Leucocelis producta
Leucocelis producta är en skalbaggsart som beskrevs av Thierry Bourgoin 1919. Leucocelis producta ingår i släktet Leucocelis och familjen Cetoniidae. Inga underarter finns listade i Catalogue of Life.